# Kerstin Tyrstrup

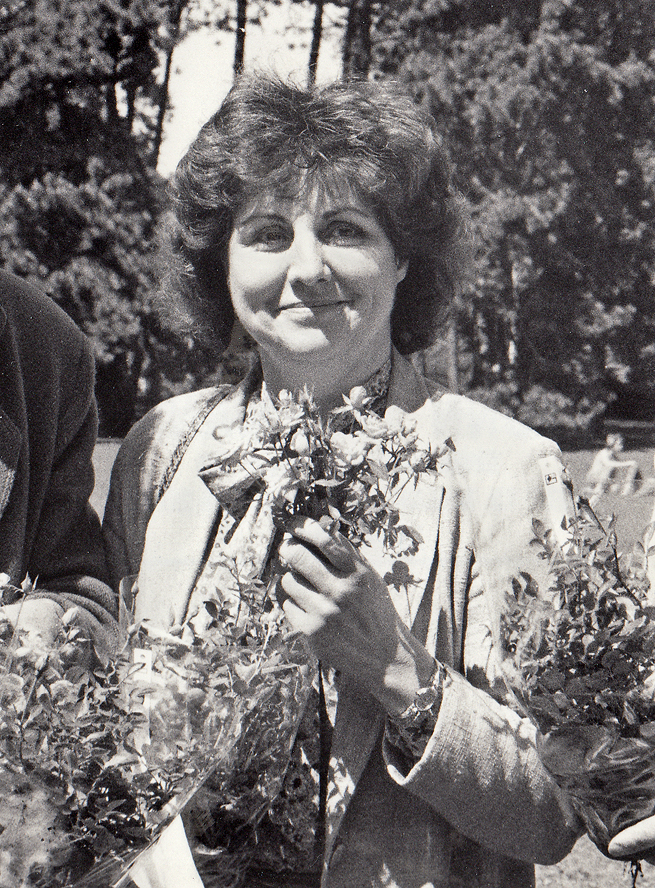
Kerstin Tyrstrup 1987.

Kerstin Tyrstrup, född Sandberg 21 augusti 1935 i Malmö, är en svensk kommunalpolitiker (Folkpartiet).
Tyrstrup utexaminerades 1966 från Lärarhögskolan i Malmö och har varit adjunkt i historia och samhällskunskap och vikarierande studierektor. Hon har varit vice ordförande i Folkpartiets kvinnoförbund och suppleant i partistyrelsen. Hon blev ersättare i Malmö kommunfullmäktige 1976 och var ordinarie ledamot 1977–1998. Hon var vice ordförande i byggnadsnämnden 1977–1982, ordförande i denna 1986–1988, vice ordförande i fastighetsnämnden 1989–1991 och ordförande i stadsbyggnadsnämnden 1992–1994. Hon var även kommunalråd för planroteln 1986–1988 och 1991–1994 samt oppositionsråd 1989–1991. Hennes enda kvarvarande uppdrag (2011) är som suppleant i Malmö Symfoniorkester AB.